# Georg Petel
Georg Petel (Weilheim in Oberbayern, 1601 o 1602 – Augusta, 1634) è stato uno scultore tedesco.

## Biografia
La sua formazione si svolse in Baviera. All'inizio degli anni venti del 600 viaggiò per l'Europa e nelle Fiandre ebbe modo di allacciare rapporti con Rubens. 
Di seguito raggiunse l’Italia ove soggiornò in varie città ed in particolare a Roma dove entrò in relazione con François Duquesnoy ed assistette agli esordi del Bernini. 
Tornato in patria nel 1624, tra il 1627 e il 1628 fu spesso ad Anversa dove lavorò con Rubens. Nell'ambito di questa collaborazione realizzò varie piccole sculture in avorio, campo nel quale Petel eccelse, tra le quali anche una Saliera con il trionfo di Venere, attualmente nel Palazzo reale di Stoccolma, che è considerata il suo capolavoro. 
Morì di peste ad  Augusta nel 1634.